# José Burch y Ventós
José Burch y Ventós (Vall de Vianya, c. 1863 - Gerona, 1939) fue un sacerdote y escritor español.

## Biografía
Nació alrededor del año 1863 en la casa solariega conocida como «Mas Riba», que pertenecía al municipio de San Pedro Despuig. Era hijo de Eusebio Burch y Concepción Ventós.
En 1889 fue nombrado cura coadjutor en Blanes y dos años después fue trasladado a la iglesia de San Félix de Gerona. Obtuvo en 1897 el beneficio residencial de la parroquia de San Esteban de Olot. En esta última ciudad formó parte de la directiva del Centro Católico como consiliario y fue director y colaborador del semanario católico El Deber, desde el que defendió la unión de las derechas y criticó el naturalismo, las teorías evolucionistas, el cine, la enseñanza laica, la piscina y otras ideas consideradas disolventes o contrarias a la moral católica.
Además de su contribución al periódico olotense, José Burch escribió algunos libros y artículos de historia y política relacionados con el catolicismo y el carlismo, movimiento en el que militó. Defendió el regionalismo y la colaboración de los carlistas con otros partidos católicos. En 1919 se trasladó a Badalona, donde fue brevemente redactor del periódico Monarquía Cristiana, pero  dejó de colaborar con el mismo cuando se produjo la Asamblea Tradicionalista de Badalona, partidaria de Vázquez de Mella y Dalmacio Iglesias y de la política anticatalanista de la Unión Monárquica Nacional.
Murió en Gerona durante la guerra civil española, el 1 de febrero de 1939, en su domicilio de la calle Barcelona n.º 49, debido a un bombardeo de la ciudad.
Su hermano Joaquín Burch y Ventós († 1909) fue alcalde de Capsech, y su hermana María del Pilar Burch y Ventós (1860-1930), superiora general de la Congregación de Hijas de María Inmaculada de Olot.

## Obras
- Datos para la historia del tradicionalismo político durante nuestra Revolución (Barcelona, 1909)
- La voz de la Iglesia y la unión de los católicos (Olot, 1910)[18]
- Ideario del tradicionalista. Primer volumen. Artículos de varios autores (1922)[19]
- Ideario Neo-Tradicionalista (1923)[20]

### Artículos destacados
- Sobre política tradicionalista (La Revista Quincenal, n. 49, 1919)[21]
- Crisis del jaimismo (La Revista Quincenal, n. 54, 1919)[22]
- Magisterio de Balmes en política (La Revista Quincenal, n. 57, 1919)[23]